# Olympische Sommerspiele 1968/Teilnehmer (Ungarn)
| Gelbes Symbol für Goldmedaillen mit stilisierten Olympischen Ringen | Graues Symbol für Silbermedaillen mit stilisierten Olympischen Ringen | Braundes Symbol für Bronzemedaillen mit stilisierten Olympischen Ringen |
| ------------------------------------------------------------------- | --------------------------------------------------------------------- | ----------------------------------------------------------------------- |
| 10                                                                  | 10                                                                    | 12                                                                      |

Ungarn nahm an den Olympischen Sommerspielen 1968 in Mexiko-Stadt mit einer Delegation von 167 Athleten (135 Männer und 32 Frauen) an 116 Wettkämpfen in 15 Sportarten teil.
Die ungarischen Athleten gewannen zehn Gold-, zehn Silber- und zwölf Bronzemedaillen. Olympiasieger wurden die Leichtathleten Gyula Zsivótzky im Hammerwurf und Angéla Németh im Speerwurf, die Ringer des griechisch-römischen Stils János Varga im Bantamgewicht und István Kozma im Schwergewicht, die Kanuten Mihály Hesz im Einer-Kajak über 1000 Meter und Tibor Tatai im Einer-Canadier über 1000 Meter, der Fechter Győző Kulcsár im Säbel-Einzel, die Degenfecht-Mannschaft der Männer, die Modernen Fünfkämpfer András Balczó, István Móna und Ferenc Török in der Mannschaftswertung sowie die Fußballmannschaft der Männer. Fahnenträger bei der Eröffnungsfeier war der Leichtathlet Gergely Kulcsár.

## Teilnehmer nach Sportarten

### Boxen
- György Gedó
Halbfliegengewicht: in der 1. Runde ausgeschieden

- Tibor Badari
Fliegengewicht: im Viertelfinale ausgeschieden

- Gyula Szabó
Bantamgewicht: in der 1. Runde ausgeschieden

- László Gula
Leichtgewicht: in der 1. Runde ausgeschieden

- János Kajdi
Halbweltergewicht: in der 1. Runde ausgeschieden

- István Gáli
Weltergewicht: im Achtelfinale ausgeschieden

### Fechten
Männer
- Jenő Kamuti
Florett: Silber 
Florett Mannschaft: 5. Platz

- Sándor Szabó
Florett: 13. Platz
Florett Mannschaft: 5. Platz

- László Kamuti
Florett: im Viertelfinale ausgeschieden
Florett Mannschaft: 5. Platz

- Attila May
Florett Mannschaft: 5. Platz

- Gábor Füredi
Florett Mannschaft: 5. Platz

- Győző Kulcsár
Degen: Gold 
Degen Mannschaft: Gold

- Csaba Fenyvesi
Degen: 9. Platz
Degen Mannschaft: Gold

- Zoltán Nemere
Degen: 13. Platz
Degen Mannschaft: Gold

- Pál Nagy
Degen Mannschaft: Gold

- Pál Schmitt
Degen Mannschaft: Gold

- Tibor Pézsa
Säbel: Bronze 
Säbel Mannschaft: Bronze

- Tamás Kovács
Säbel: 9. Platz
Säbel Mannschaft: Bronze

- Péter Bakonyi
Säbel: 13. Platz
Säbel Mannschaft: Bronze

- János Kalmár
Säbel Mannschaft: Bronze

- Miklós Meszéna
Säbel Mannschaft: Bronze

Frauen
- Ildikó Ujlakiné-Rejtő
Florett: Bronze 
Florett Mannschaft: Silber

- Lídia Dömölky-Sákovics
Florett: 13. Platz
Florett Mannschaft: Silber

- Ildikó Bóbis
Florett: in der 1. Runde ausgeschieden
Florett Mannschaft: Silber

- Mária Gulácsy
Florett Mannschaft: Silber

- Paula Marosi
Florett Mannschaft: Silber

### Fußball
- Gold 
István Básti
Antal Dunai
Lajos Dunai
Károly Fatér
László Fazekas
István Juhász
László Keglovich
Lajos Kocsis
Iván Menczel
László Nagy
Ernő Noskó
Dezső Novák
Miklós Páncsics
István Sárközi
Lajos Szűcs

### Gewichtheben
- Imre Földi
Bantamgewicht: Silber

- János Benedek
Federgewicht: 10. Platz

- János Bagócs
Leichtgewicht: 6. Platz

- Károly Bakos
Mittelgewicht: Bronze

- Győző Veres
Halbschwergewicht: 4. Platz

- Árpád Nemessányi
Mittelschwergewicht: 6. Platz

- Géza Tóth
Mittelschwergewicht: Wettkampf nicht beendet

### Kanu
Männer
- Mihály Hesz
Einer-Kajak 1000 m: Gold

- Csaba Giczy
Zweier-Kajak 1000 m: Silber 
Vierer-Kajak 1000 m: Bronze

- István Timár
Zweier-Kajak 1000 m: Silber 
Vierer-Kajak 1000 m: Bronze

- István Csizmadia
Vierer-Kajak 1000 m: Bronze

- Imre Szöllősi
Vierer-Kajak 1000 m: Bronze

- Tibor Tatai
Einer-Canadier 1000 m: Gold

- Tamás Wichmann
Zweier-Canadier 1000 m: Silber

- Gyula Petrikovics
Zweier-Canadier 1000 m: Silber

Frauen
- Anna Pfeffer
Einer-Kajak 500 m: Finalrennen nicht beendet
Zweier-Kajak 500 m: Silber

- Katalin Rozsnyói
Zweier-Kajak 500 m: Silber

### Leichtathletik
Männer
- Róbert Honti
800 m: im Vorlauf ausgeschieden
1500 m: im Vorlauf ausgeschieden

- György Kiss
5000 m: im Vorlauf ausgeschieden
10.000 m: 30. Platz

- János Szerényi
10.000 m: 21. Platz

- Lajos Mecser
10.000 m: 23. Platz
Marathon: Rennen nicht beendet

- Gyula Tóth
Marathon: 24. Platz

- József Sütő
Marathon: Rennen nicht beendet

- János Szabó
3000 m Hindernis: im Vorlauf ausgeschieden

- Antal Kiss
20 km Gehen: 14. Platz
50 km Gehen: Silber

- Henrik Kalocsai
Dreisprung: 10. Platz

- Dragán Ivanov
Dreisprung: 27. Platz

- Zoltán Cziffra
Dreisprung: 34. Platz

- Vilmos Varjú
Kugelstoßen: 13. Platz

- Ferenc Tégla
Diskuswurf: 11. Platz

- János Faragó
Diskuswurf: 16. Platz

- Gyula Zsivótzky
Hammerwurf: Gold

- Lázár Lovász
Hammerwurf: Bronze

- Sándor Eckschmiedt
Hammerwurf: 5. Platz

- Gergely Kulcsár
Speerwurf: Bronze

- Miklós Németh
Speerwurf: 17. Platz

Frauen
- Györgyi Balogh
100 m: im Viertelfinale ausgeschieden
200 m: im Vorlauf ausgeschieden
4-mal-100-Meter-Staffel: im Vorlauf ausgeschieden

- Mária Kiss
100 m: im Vorlauf ausgeschieden
80 m Hürden: im Halbfinale ausgeschieden

- Margit Nemesházi
100 m: im Vorlauf ausgeschieden
4-mal-100-Meter-Staffel: im Vorlauf ausgeschieden

- Antónia Munkácsi
400 m: im Vorlauf ausgeschieden

- Etelka Kispál
4-mal-100-Meter-Staffel: im Vorlauf ausgeschieden
Weitsprung: 18. Platz

- Annamária Tóth
4-mal-100-Meter-Staffel: im Vorlauf ausgeschieden
Fünfkampf: Bronze

- Magdolna Komka
Hochsprung: 9. Platz

- Judit Bognár
Kugelstoßen: 4. Platz

- Jolán Kleiber-Kontsek
Diskuswurf: Bronze

- Judit Stugner
Diskuswurf: 11. Platz

- Angéla Németh
Speerwurf: Gold

- Márta Rudas
Speerwurf: 4. Platz

### Moderner Fünfkampf
- András Balczó
Einzel: Silber 
Mannschaft: Gold

- István Móna
Einzel: 7. Platz
Mannschaft: Gold

- Ferenc Török
Einzel: 12. Platz
Mannschaft: Gold

### Radsport
- Imre Géra
Straßenrennen: 21. Platz
Mannschaftszeitfahren: 17. Platz

- Ferenc Keserű
Straßenrennen: 41. Platz

- András Takács
Straßenrennen: 58. Platz
Mannschaftszeitfahren: 17. Platz

- Tibor Magyar
Straßenrennen: Rennen nicht beendet
Mannschaftszeitfahren: 17. Platz

- András Mészáros
Mannschaftszeitfahren: 17. Platz

- András Baranyecz
Bahn Sprint: im Vorlauf ausgeschieden
Bahn Tandem: 9. Platz

- Tibor Lendvai
Bahn 1000 m Zeitfahren: 17. Platz
Bahn Tandem: 9. Platz

### Ringen
- Imre Alker
Fliegengewicht, griechisch-römisch: 4. Platz

- János Varga
Bantamgewicht, griechisch-römisch: Gold

- József Rusznyák
Federgewicht, griechisch-römisch: in der 2. Runde ausgeschieden
Federgewicht, Freistil: in der 4. Runde ausgeschieden

- Antal Steer
Leichtgewicht, griechisch-römisch: in der 4. Runde ausgeschieden

- Károly Bajkó
Weltergewicht, griechisch-römisch: Bronze 
Weltergewicht, Freistil: in der 4. Runde ausgeschieden

- László Sillai
Mittelgewicht, griechisch-römisch: in der 2. Runde ausgeschieden

- Ferenc Kiss
Halbschwergewicht, griechisch-römisch: in der 3. Runde ausgeschieden

- István Kozma
Schwergewicht, griechisch-römisch: Gold

- Márton Erdős
Fliegengewicht, Freistil: in der 4. Runde ausgeschieden

- Károly Buzás
Leichtgewicht, Freistil: in der 2. Runde ausgeschieden

- Géza Hollósi
Mittelgewicht, Freistil: in der 2. Runde ausgeschieden

- József Csatári
Halbschwergewicht, Freistil: Bronze

- László Nyers
Schwergewicht, Freistil: in der 2. Runde ausgeschieden

### Rudern
- László Romvári
Zweier ohne Steuermann: 9. Platz

- András Pályi
Zweier ohne Steuermann: 9. Platz

- Antal Melis
Vierer ohne Steuermann: Silber

- Zoltán Melis
Vierer ohne Steuermann: Silber

- József Csermely
Vierer ohne Steuermann: Silber

- György Sarlós
Vierer ohne Steuermann: Silber

### Schießen
- Aladár Dobsa
Schnellfeuerpistole 25 m: 14. Platz

- Szilárd Kun
Schnellfeuerpistole 25 m: 20. Platz

- László Mucza
Freie Pistole 50 m: 25. Platz

- Lajos Papp
Freies Gewehr Dreistellungskampf 300 m: 10. Platz
Kleinkalibergewehr liegend 50 m: 46. Platz

- Ferenc Petrovácz
Freies Gewehr Dreistellungskampf 300 m: 16. Platz
Kleinkalibergewehr Dreistellungskampf 50 m: 35. Platz

- László Hammerl
Kleinkalibergewehr Dreistellungskampf 50 m: 13. Platz
Kleinkalibergewehr liegend 50 m: Silber

### Schwimmen
Männer
- Gábor Kucsera
100 m Freistil: im Halbfinale ausgeschieden
200 m Freistil: im Vorlauf ausgeschieden
4-mal-100-Meter-Freistil-Staffel: im Vorlauf ausgeschieden
4-mal-100-Meter-Lagen-Staffel: im Vorlauf ausgeschieden

- Csaba Csatlós
100 m Freistil: im Vorlauf ausgeschieden
200 m Freistil: im Vorlauf ausgeschieden
400 m Freistil: im Vorlauf ausgeschieden
4-mal-100-Meter-Freistil-Staffel: im Vorlauf ausgeschieden

- Mátyás Borlói
200 m Freistil: im Vorlauf ausgeschieden
400 m Freistil: im Vorlauf ausgeschieden
200 m Rücken: im Vorlauf ausgeschieden

- Péter Lázár
200 m Lagen: 8. Platz
400 m Lagen: im Vorlauf ausgeschieden
4-mal-100-Meter-Freistil-Staffel: im Vorlauf ausgeschieden

- István Szentirmay
100 m Schmetterling: im Vorlauf ausgeschieden
200 m Lagen: im Vorlauf ausgeschieden
4-mal-100-Meter-Freistil-Staffel: im Vorlauf ausgeschieden
4-mal-100-Meter-Lagen-Staffel: im Vorlauf ausgeschieden

- László Cseh
100 m Rücken: im Vorlauf ausgeschieden
4-mal-100-Meter-Lagen-Staffel: im Vorlauf ausgeschieden

- Sándor Szabó
100 m Brust: im Vorlauf ausgeschieden
4-mal-100-Meter-Lagen-Staffel: im Vorlauf ausgeschieden

Frauen
- Judit Turóczy
100 m Freistil: 8. Platz
200 m Lagen: im Vorlauf ausgeschieden
4-mal-100-Meter-Freistil-Staffel: 5. Platz
4-mal-100-Meter-Lagen-Staffel: 8. Platz

- Edit Kovács
100 m Freistil: im Halbfinale ausgeschieden
4-mal-100-Meter-Freistil-Staffel: 5. Platz
4-mal-100-Meter-Lagen-Staffel: 8. Platz

- Magdolna Patóh
100 m Freistil: im Halbfinale ausgeschieden
4-mal-100-Meter-Freistil-Staffel: 5. Platz

- Andrea Gyarmati
100 m Rücken: 5. Platz
100 m Schmetterling: 5. Platz
4-mal-100-Meter-Freistil-Staffel: 5. Platz
4-mal-100-Meter-Lagen-Staffel: 8. Platz

- Mária Balla-Lantos
100 m Rücken: im Vorlauf ausgeschieden
4-mal-100-Meter-Lagen-Staffel: 8. Platz

- Judit Bárányi
100 m Rücken: im Vorlauf ausgeschieden

- Márta Egerváry
100 m Brust: im Vorlauf ausgeschieden
200 m Lagen: im Vorlauf ausgeschieden

### Segeln
- Kálmán Tolnai
Star: 13. Platz

- László Farkas
Star: 13. Platz

- Pál Gömöry
Flying Dutchman: 21. Platz

- Szabolcs Izsák
Flying Dutchman: 21. Platz

### Turnen
Männer
- Endre Tihanyi
Einzelmehrkampf: 61. Platz
Boden: 44. Platz
Pferdsprung: 49. Platz
Barren: 67. Platz
Reck: 71. Platz
Ringe: 47. Platz
Seitpferd: 76. Platz
Mannschaftsmehrkampf: 13. Platz

- Konrád Mentsik
Einzelmehrkampf: 87. Platz
Boden: 92. Platz
Pferdsprung: 106. Platz
Barren: 26. Platz
Reck: 25. Platz
Ringe: 84. Platz
Seitpferd: 99. Platz
Mannschaftsmehrkampf: 13. Platz

- Sándor Kiss
Einzelmehrkampf: 77. Platz
Boden: 61. Platz
Pferdsprung: 49. Platz
Barren: 33. Platz
Reck: 85. Platz
Ringe: 103. Platz
Seitpferd: 71. Platz
Mannschaftsmehrkampf: 13. Platz

- István Aranyos
Einzelmehrkampf: 66. Platz
Boden: 88. Platz
Pferdsprung: 43. Platz
Barren: 51. Platz
Reck: 61. Platz
Ringe: 61. Platz
Seitpferd: 67. Platz
Mannschaftsmehrkampf: 13. Platz

- Béla Herczeg
Einzelmehrkampf: 88. Platz
Boden: 86. Platz
Pferdsprung: 78. Platz
Barren: 45. Platz
Reck: 41. Platz
Ringe: 101. Platz
Seitpferd: 97. Platz
Mannschaftsmehrkampf: 13. Platz

- Dezső Bordán
Einzelmehrkampf: 81. Platz
Boden: 95. Platz
Pferdsprung: 75. Platz
Barren: 31. Platz
Reck: 46. Platz
Ringe: 104. Platz
Seitpferd: 65. Platz
Mannschaftsmehrkampf: 13. Platz

Frauen
- Márta Tolnai-Erdős
Einzelmehrkampf: 35. Platz
Boden: 33. Platz
Pferdsprung: 31. Platz
Stufenbarren: 55. Platz
Schwebebalken: 30. Platz
Mannschaftsmehrkampf: 5. Platz

- Katalin Müller-Száll
Einzelmehrkampf: 37. Platz
Boden: 26. Platz
Pferdsprung: 39. Platz
Stufenbarren: 52. Platz
Schwebebalken: 41. Platz
Mannschaftsmehrkampf: 5. Platz

- Katalin Makray-Schmitt
Einzelmehrkampf: 26. Platz
Boden: 33. Platz
Pferdsprung: 27. Platz
Stufenbarren: 12. Platz
Schwebebalken: 29. Platz
Mannschaftsmehrkampf: 5. Platz

- Anikó Ducza-Jánosi
Einzelmehrkampf: 19. Platz
Boden: 12. Platz
Pferdsprung: 20. Platz
Stufenbarren: 29. Platz
Schwebebalken: 18. Platz
Mannschaftsmehrkampf: 5. Platz

- Ilona Békési
Einzelmehrkampf: 38. Platz
Boden: 38. Platz
Pferdsprung: 42. Platz
Stufenbarren: 61. Platz
Schwebebalken: 32. Platz
Mannschaftsmehrkampf: 5. Platz

- Ágnes Bánfai
Einzelmehrkampf: 14. Platz
Boden: 20. Platz
Pferdsprung: 24. Platz
Stufenbarren: 17. Platz
Schwebebalken: 10. Platz
Mannschaftsmehrkampf: 5. Platz

### Wasserball
- Bronze 
Mihály Mayer
András Bodnár
Zoltán Dömötör
László Felkai
Ferenc Konrád
János Konrád
Endre Molnár
Dénes Pócsik
László Sárosi
János Steinmetz
István Szívós